# Barcos vikingos

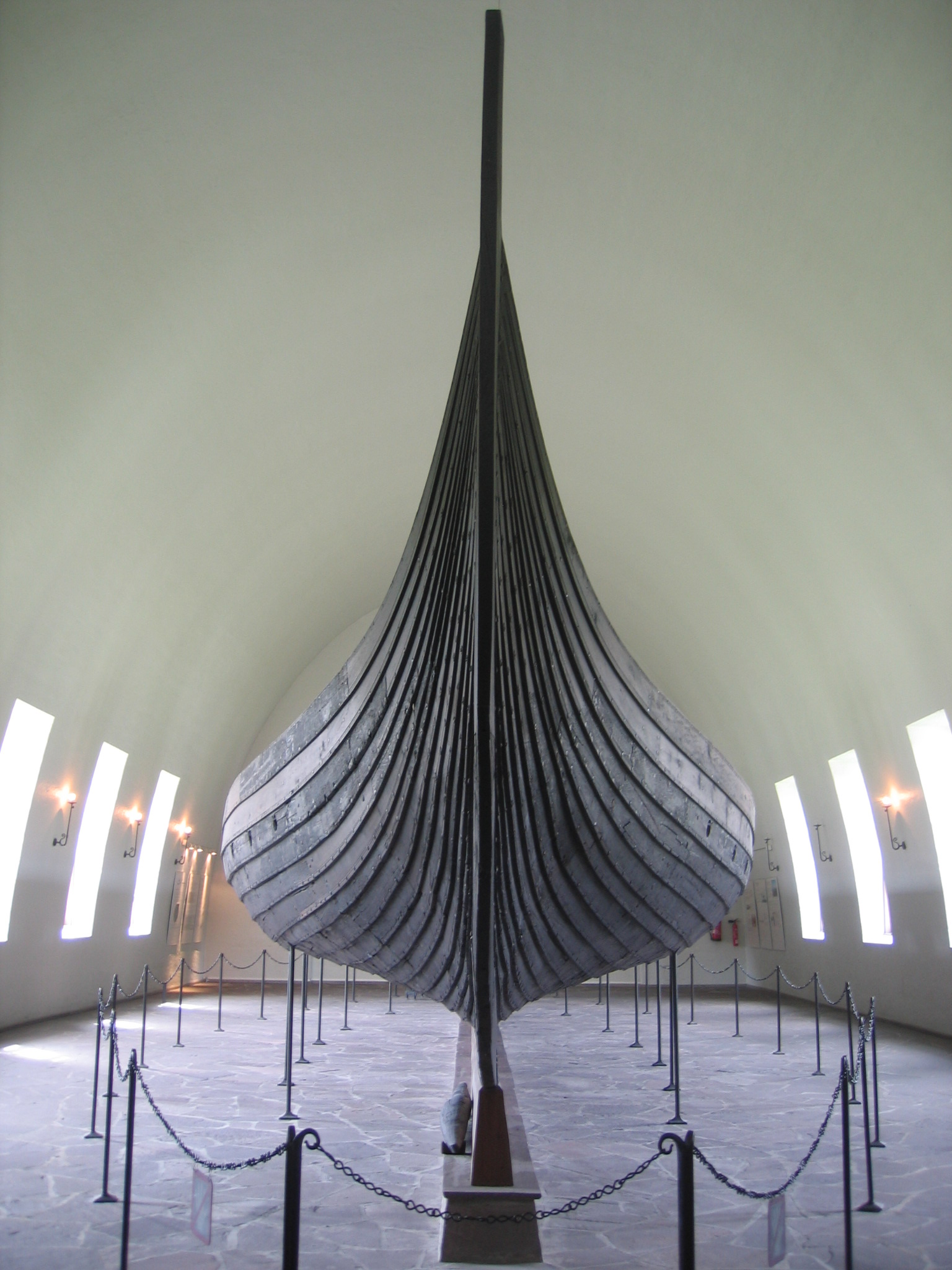
El barco de Gokstad, un karvi de construido en 890 y descubierto en 1880. Se ven las tablas solapadas del casco trincado. Museo de Barcos Vikingos (Oslo).

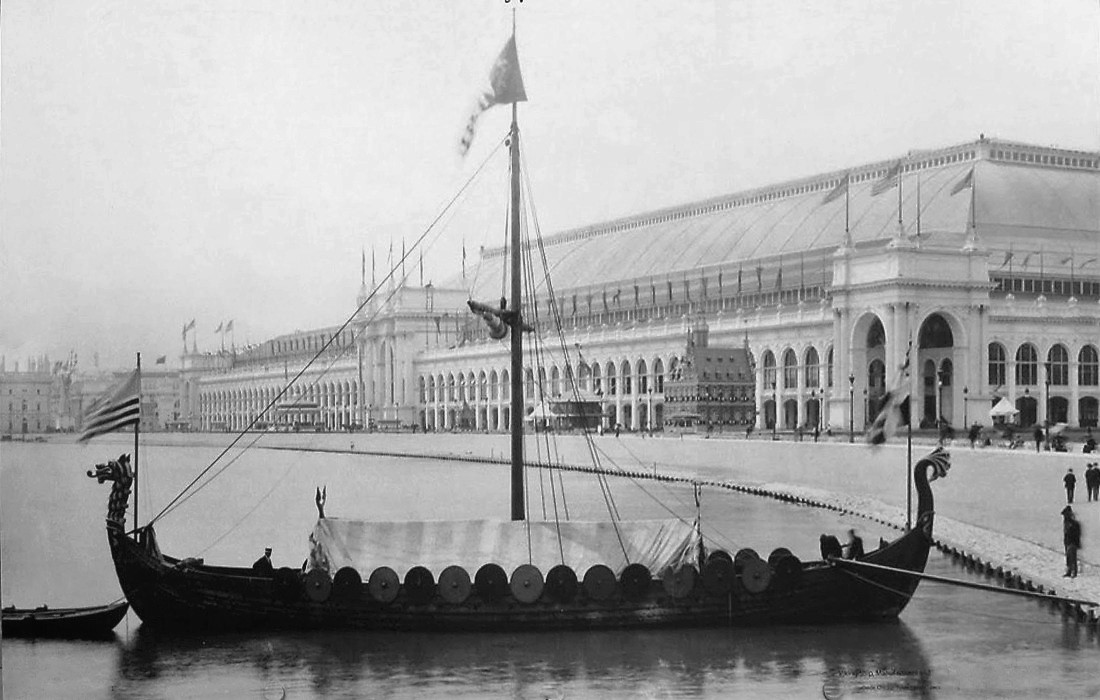
El Viking es una réplica del barco de Gokstad. Cruzó el océano Atlántico desde Bergen, Noruega, hasta Newfoundland, Canadá, un trayecto que tardó 26 días, para asistir a la Exposición Mundial Colombina de Chicago (1893). El viaje de duró dos meses en total.

Los barcos vikingos eran embarcaciones marinas de estructura única, utilizadas en Escandinavia desde la época vikinga hasta la Edad Media. Existían, básicamente, dos tipos de barco vikingo. Por una parte, los barcos de guerra (langskib en danés, langskip en noruego y långskepp en sueco: literalmente 'barco largo') y, por otra parte, los barcos mercantes, hafskip ('barco de mar u océano'), típicamente los  knarr (o knörr), que no eran tan largos y cuya principal diferencia era que, además de ser más anchos en el centro para mejor transportar mercancías o animales, eran fundalmentalmente barcos de vela con tripulaciones más reducidas que los barcos de guerra. Ambos tipos eran de casco trincado, con mástil abatible, ligeros y de poco calado, con un timón de espadilla que solo sobresalía un metro bajo la quilla, y que les dio a los vikingos una gran ventaja táctica respecto a su velocidad y maniobrabilidad, permitiéndoles realizar incursiones rápidas en zonas costeras, incluso para varar en la playa, subir ríos poco profundos y franquear cataratas, mediante el sencillo método de sacar el barco del agua y hacerlo rodar sobre troncos de madera. Así mismo, con simplemente arriar la vela y proseguir a remo, el barco vikingo podría acercarse rápidamente a las tierras a invadir —literalmente apareciendo por el horizonte— sin que sus víctimas se le detectara a tiempo desde sus atalayas, llegando antes de que sus víctimas pudieran preparar sus defensas. Del mismo modo, la forma estilizada de la embarcación, con poca diferencia entre proa y popa, junto con una única vela grande, le permitía una mayor velocidad y maniobrabilidad frente a los barcos grandes de su época, por lo que los vikingos podían alejarse fácilmente de sus eventuales perseguidores, incluso con el viento en calma, ya que en estos casos podrían hacer uso de los remos mientras los demás barcos dependían principalmente del viento para navegar. (No se ha tenido en cuenta que en esa época existía como barco de guerra las galeras que copiaban las embarcaciones romanas de guerra, si bien no podían ir hacia atrás sin girar)
En todo caso, aunque las fuentes contemporáneas no solían precisar de qué tipo de embarcación se trataba y el término más frecuente es skip, que se refería a toda embarcación mayor y el término herskip para el barco de guerra, en algunos casos en concreto, sí se hacían distinciones, como en el caso del escaldo Arnórr (1018-1072) cuando, en su relato Þórfinnsdrápa refiere al valiente ataque que realiza el jarl Thorfinn el Poderoso, con solo cinco snekkjur, contra los once skeidar del supuesto rey de los escoceses Karl Hundason. Gran parte de lo que hoy se sabe de los barcos vikingos, su construcción y la forma de navegar en la época, se debe a la reconstrucción de los restos arqueológicos de barcos funerarios.
Aunque no existen indicios arqueológicos ni pictóricos al respecto, varias fuentes también mencionan la existencia de barcos vikingos con superestructuras, como las torres de los barcos de guerra grecorromanos. También hay mención de barcos vikingos equipados con ariete, aunque tampoco se han encontrado muestras arqueológicas de este tipo.
Ya varios siglos antes de lo que ahora se conoce como la Era Vikinga, el historiador romano Tacito, refiriéndose a los suecos, comentó que sus naves «se diferenciaba mucho de las nuestras ya que tenían proas en cada extremo, lo cual les permitía alejarse del litoral sin necesidad de virar». Así mismo, imágenes talladas en la piedra de las runas, datadas entre 1500 y 500 a. C., indican que esta forma de nave ya existía incluso mucho antes.
La superioridad naval de los barcos vikingos, embarcaciones de escasa altura, acabó cuando se comenzaron a construir buques con cubiertas más altas, como las cocas que serían desarrollados a partir del knarr vikingo y que fueron empleadas por la Liga Hanseática cuya expansión coincide con el declive de los vikingos.
Evidentemente, los vikingos usaban también un gran número de embarcaciones menores, tanto de vela como de remo, destinadas para otras tareas, como la pesca, o el ferju, de donde procede el ferry de nuestros días.

## Barcos de guerra
Se define como barco largo vikingo a una embarcación con un índice largo/ancho de 0,2 o menos, es decir, el largo de su casco es, como mínimo, cinco veces su ancho. Había cinco tipos (en orden de mayor al menor): busse, dreki (plural drekar), skeid (plural, skeidar), snekke o snekkja (plural, snekkjur) y karve.
Según las sagas islandesas, los barcos largos tendrían entre trece y veintitrés pares de remos. Aunque la réplica del barco de Gokstad (un karvi), el Viking, que realizó el viaje de Bergen a Nueva York contaba con una tripulación de doce personas, se calcula que podría llevar hasta setenta personas.
El barco vikingo más largo encontrado hasta la fecha, el llamado Roskilde 6, construido después de 1025 d. C. mide alrededor de 36 m de largo.
El busse, que era tan grande que requería al menos dos hombres para cada remo, solo aparece hacia finales de la Era Vikinga, c. 998-1062. Los busses más grandes citados en las sagas son el Ormen Lange de Olaf Tryggvason construido en 998, y que supuestamente medía 52 m, él de Tore Hund (1025) y él de Harald Hardrake (1062).
Existe cierta confusión acerca del término drakkar (dragones), ya que posiblemente eran simplemente skeid, pero con más ornamentos propios de cada jefe, como, por ejemplo, su mascarón de proa en forma de cabeza de dragón. Sin embargo, aunque muchas fuentes históricas mencionan estos diseños, aún no se han encontrado restos arqueológicos de estos mascarones. Fueron diseñados tanto como barco de remo como de vela, y podían transportar de ochenta a más de cien hombres (aunque lo típico eran de cincuenta a sesenta hombres).
El snekke, (plural, snekkar) llamado así por su mascarón de proa en forma de serpiente, era, normalmente, más pequeño que el skeid. Fue probablemente el tipo de barco de guerra más utilizado, capaz de transportar unos cuarenta hombres. Por otra parte, los snekkar daneses probablemente tenía menor calado que los de los noruegos e islandeses, que navegaban en los fiordos y en el mar abierto.
Los karve estaban diseñados para ser usados tanto como barco de guerra como de mercancías, por lo que se parecían bastante a los knarr, aunque eran más pequeños que estos últimos.

## Barcos mercantes
Los barcos mercantes grandes, los hafskip y, típicamente los knarr (versión moderna del término knörr; plural, knerrir), se dividen principalmente entre los ask y los karv (literalmente, 'barcaza'). Los karv eran más pequeños que los ask y de uso ambivalente, es decir, servían tanto como barco de guerra como de mercancías. Así mismo, es probable que en los siglos IX y X no hubiera mucha diferencia entre un barco de guerra y un barco mercante, respecto a su forma y tamaño, por lo que es razonable pressumir que se trataba del mismo tipo de embarcación. En todo caso, era más corta y más ancha que los skejdar de los siglos X y XI, embarcaciones inequivocadamente diseñadas para uso militar. Otro barco mercante, el byrding, más pequeña que el karv, con entre diez a quince pares de remos, fue usado normalmente para el transporte local, pero también era capaz de realizar el viaje desde Noruega a Islandia.
Un ask mediano tendría treinta remos y una tripulación de treinta a treinta y cinco hombres. Por otra parte, ask (æsc - fresno) podría referirse a la material de construcción de los barcos y en al menos dos fuentes contemporáneas se refieren a los vikingos como æscmenn o æschere, aunque estos términos podrían referirse también a la madera usada para sus lanzas o escudos.

## Construcción
Aunque los primeros barcos vikingos fueron construidos con madera de roble de la mejor calidad, con el paso del tiempo y la consiguiente escasez de robles maduros, se empezaron a utilizar cada vez más otras maderas, sobre todo el pino y, en menor medida, el fresno. Se calcula que para construir el barco típico de 20 m hacían falta once troncos de roble de cinco metros de largo y un metro de ancho, más un tronco de 18 m de largo para la quilla. Los tablones, típicamente de un grosor de 2,5 cm, se obtenían mediante el riving, según el cual, en lugar de usar sierras, se usaban cuñas para partir el tronco a lo largo de su veta, consiguiendo así un tablero más fuerte y, a la vez, más flexible y resistente, lo cual reduciría mucho la posibilidad de agrietarse o de deformarse como sería el caso de troncos cortados con sierra.
Así mismo, algunos de los restos arqueológicos muestran que se reciclaban maderas de otros barcos para construir o reparar barcos. Por otra parte, a falta de árboles con maderas de suficiente calidad, en Islandia se recurría a la importación de madera desde la península escandinava o, en la mayoría de los casos, a la madera flotante para construir los barcos.

### Decorados

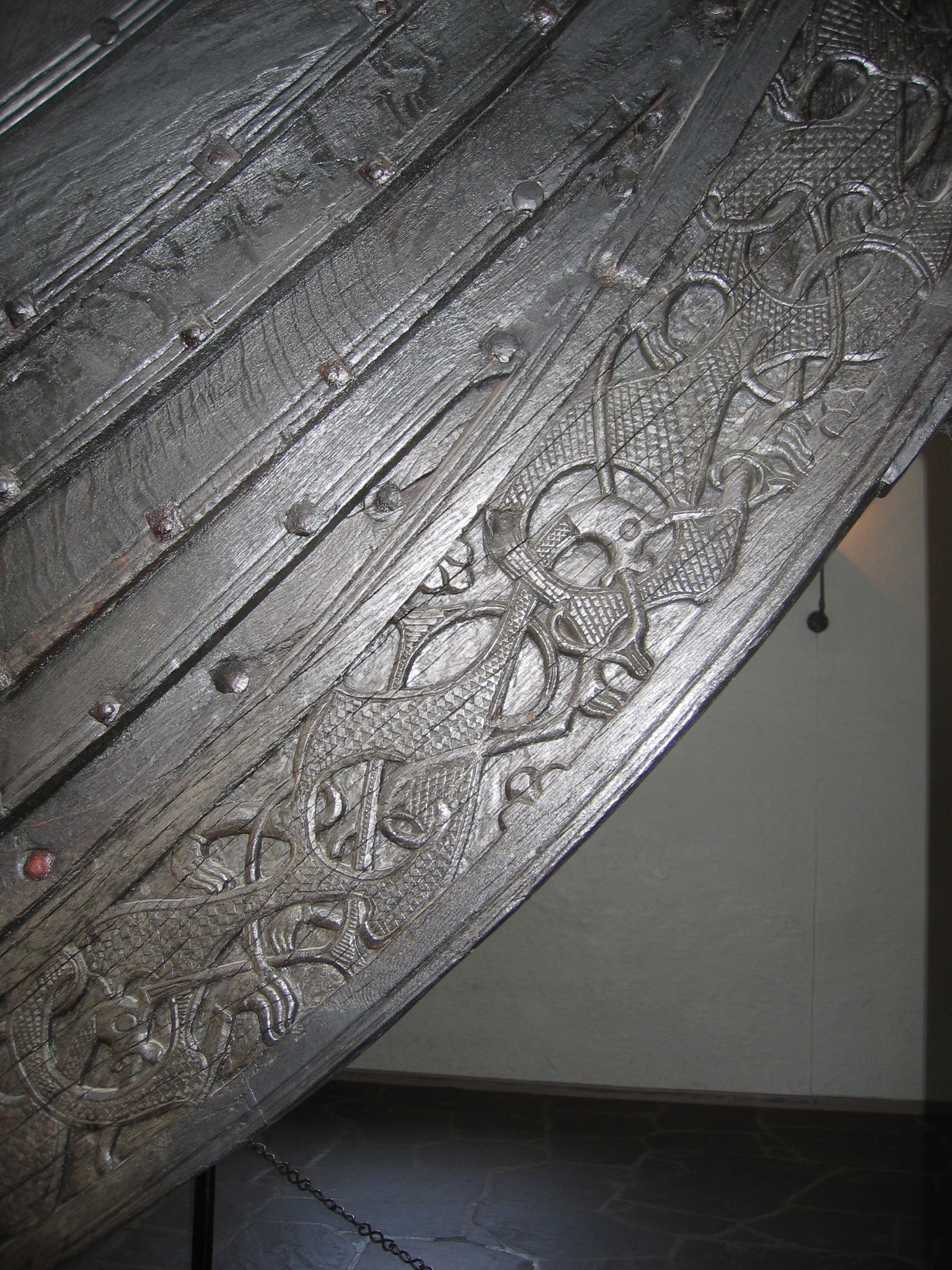
Detalle del barco de Oseberg, construido en 820, que muestra el tallado en la proa y que da nombre al estilo Oseberg, considerada la primera etapa de los estilos de decoración zoomórfica vikinga. El barco mide. Museo de Barcos Vikingos (Oslo).

Los drakkar fueron llamados así por su mascarón de proa en forma de cabeza de dragón pero es probable que eran simplemente skeid con más ornamentos y propios de los jefes, mientras los snekkar, fueron llamados así por su mascarón de proa en forma de serpiente. Los dragones aparecen ya en tallas en piedra en Escandinavia de los siglos I y II. Por otra parte, los mascarones se desmontaban antes de llegar a tierra para evitar que el espíritu guardián abondaonara el barco. Una muestra pictórica de esto se ve en el Tapiz de Bayeux, aunque es probable que no se trata de un relato contemporáneo ya que el tapiz solo se menciona por primera vez en 1476 en un inventario realizado en la catedral de Bayeux) en la cual se ve que la flota los lleva en alta mar, pero no cuando se acerca a las costas de Inglaterra.